# Mercedes-Benz Tourismo
Mercedes-Benz «Tourismo» — серія туристичних лайнерів виробництва німецької компанії Mercedes-Benz, випускаються з 1994 року і прийшов на заміну Mercedes-Benz O340. Цей автобус у модельному ряді є на сходинку нижчим від флагманської моделі Mercedes Travego, проте не поступається йому за ступенем комфорту.
Це є наймасовіший туристичний автобус світу, всього продали більше 26 тисяч штук першого і другого покоління.

## Перше покоління (тип 613)

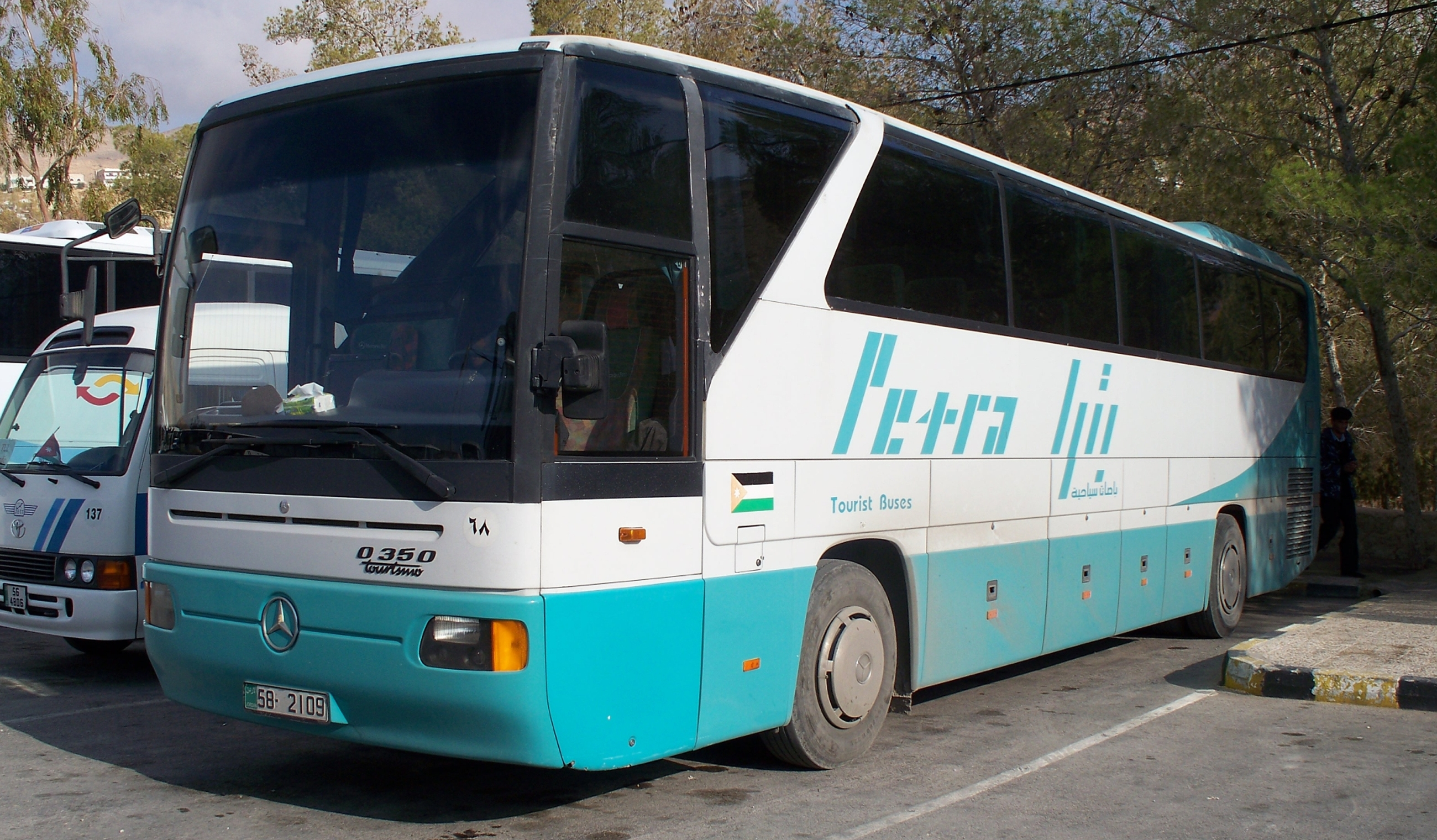
Mercedes-Benz O 350 Tourismo (1994-1999)

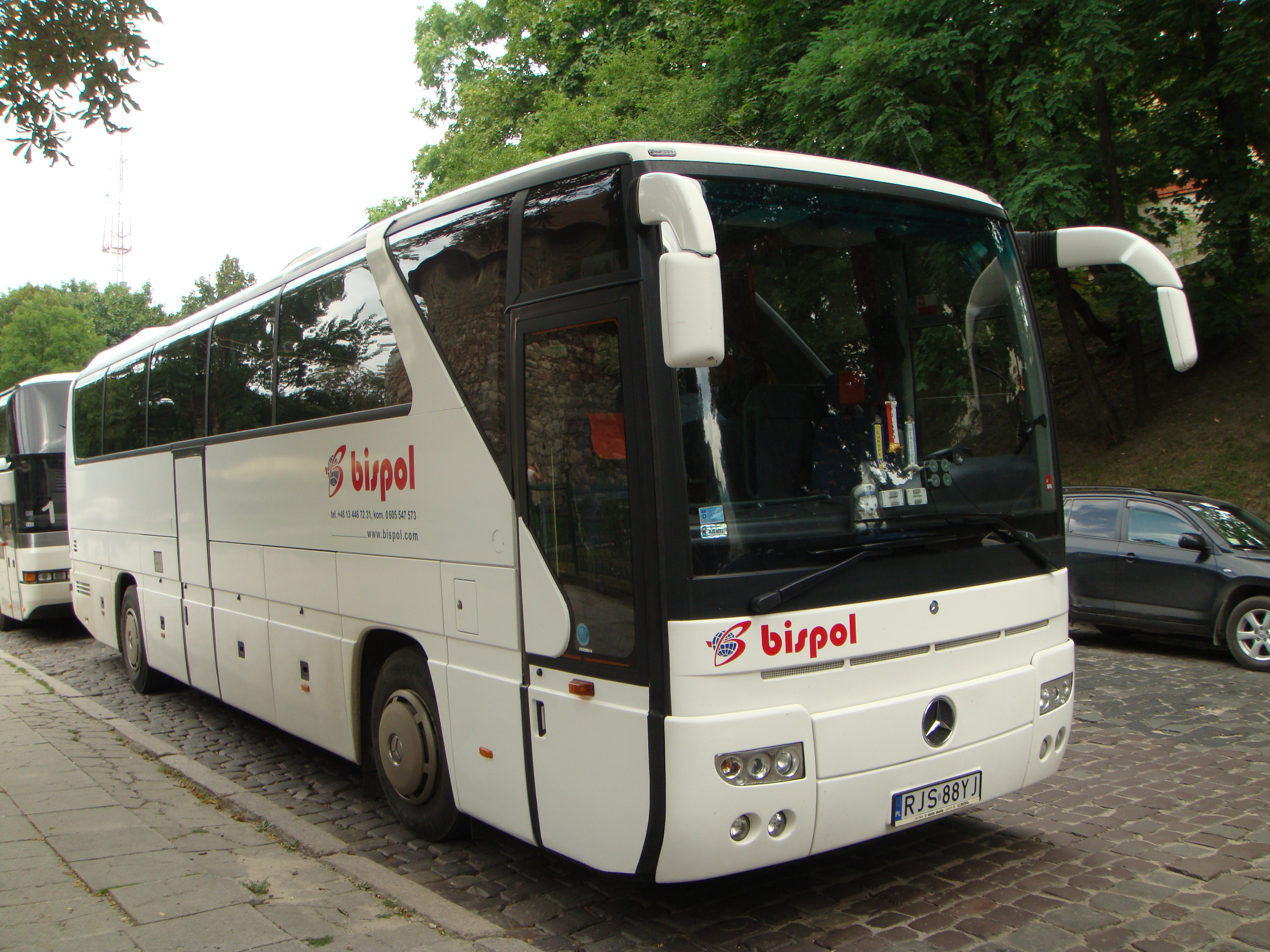
Mercedes-Benz O 350 Tourismo (1999-2007)

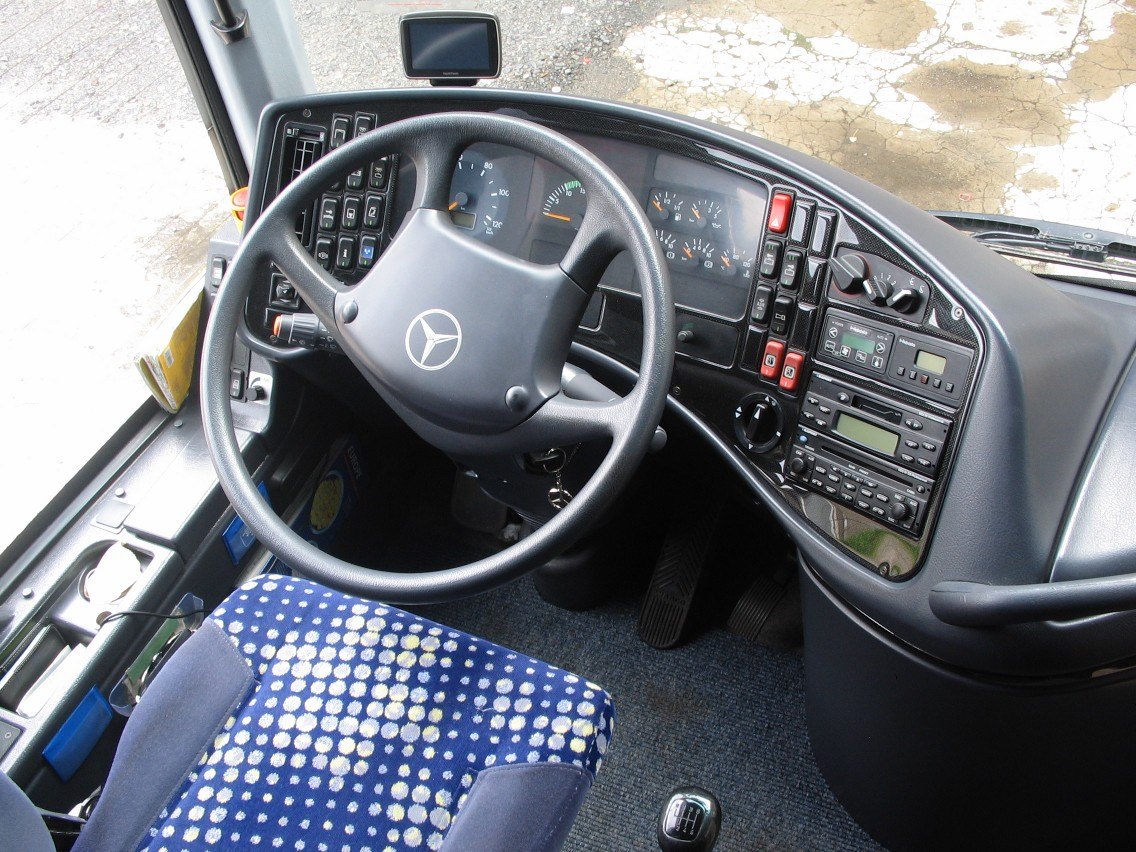

В 1994 році дебютував Mercedes Tourismo першого покоління (тип 613), технічно подібний на Setra ComfortClass 300. Автобус добре пристосований для далеких міжнародних перевезень, як і Travego цей автобус має від 3 до 4 зірок комфорту. Кузов автобуса одноповерховий, вагонного компонування, тримальний. Підвіска всіх коліс незалежна пневматична, гальма дискові. У стандартне оснащення включені системи ABS і ASR.
Tourismo першого покоління має дві модифікації O 350 RHD і SHD, що розрізняються висотою кузова і місткістю багажного відділення. Для Турецького ринку випускалася модель O 403 RHD і SHD.
В 2000 році автобус модернізували, змінивши передню оптику, фальшрадіаторну решітку і  бампера.
Випускався у наступних модифікаціях:
- Mercedes O 350 15RHD Tourismo — базова модифікація
- Mercedes O 350 15SHD Tourismo — модифікація з підвищеним кузовом
- Mercedes O 403 15RHD — для турецького ринку
- Mercedes O 403 15SHD — для турецького ринку з підвищеним кузовом

## Друге покоління (тип 632)

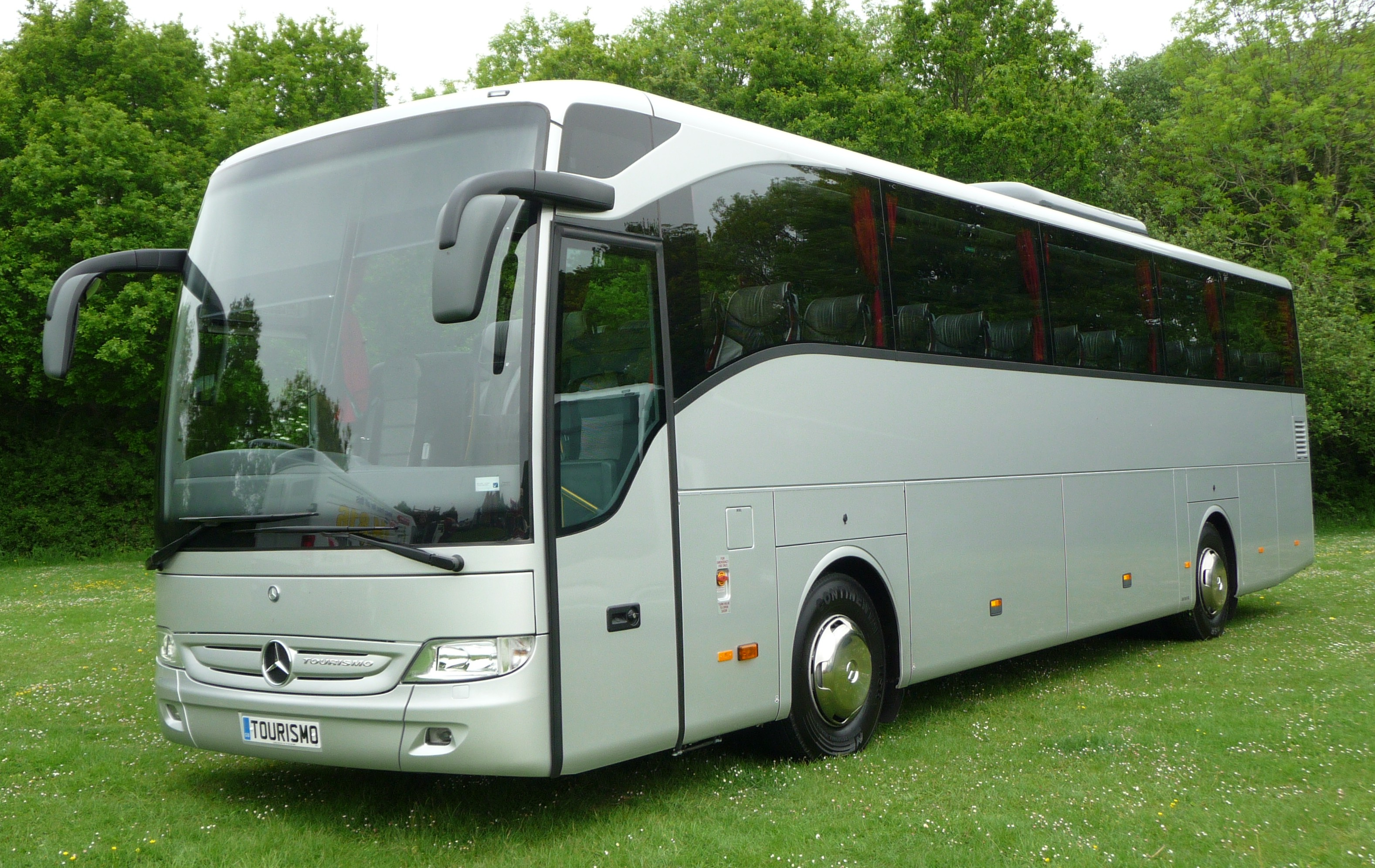
Mercedes-Benz Tourismo M (2006-наш час)

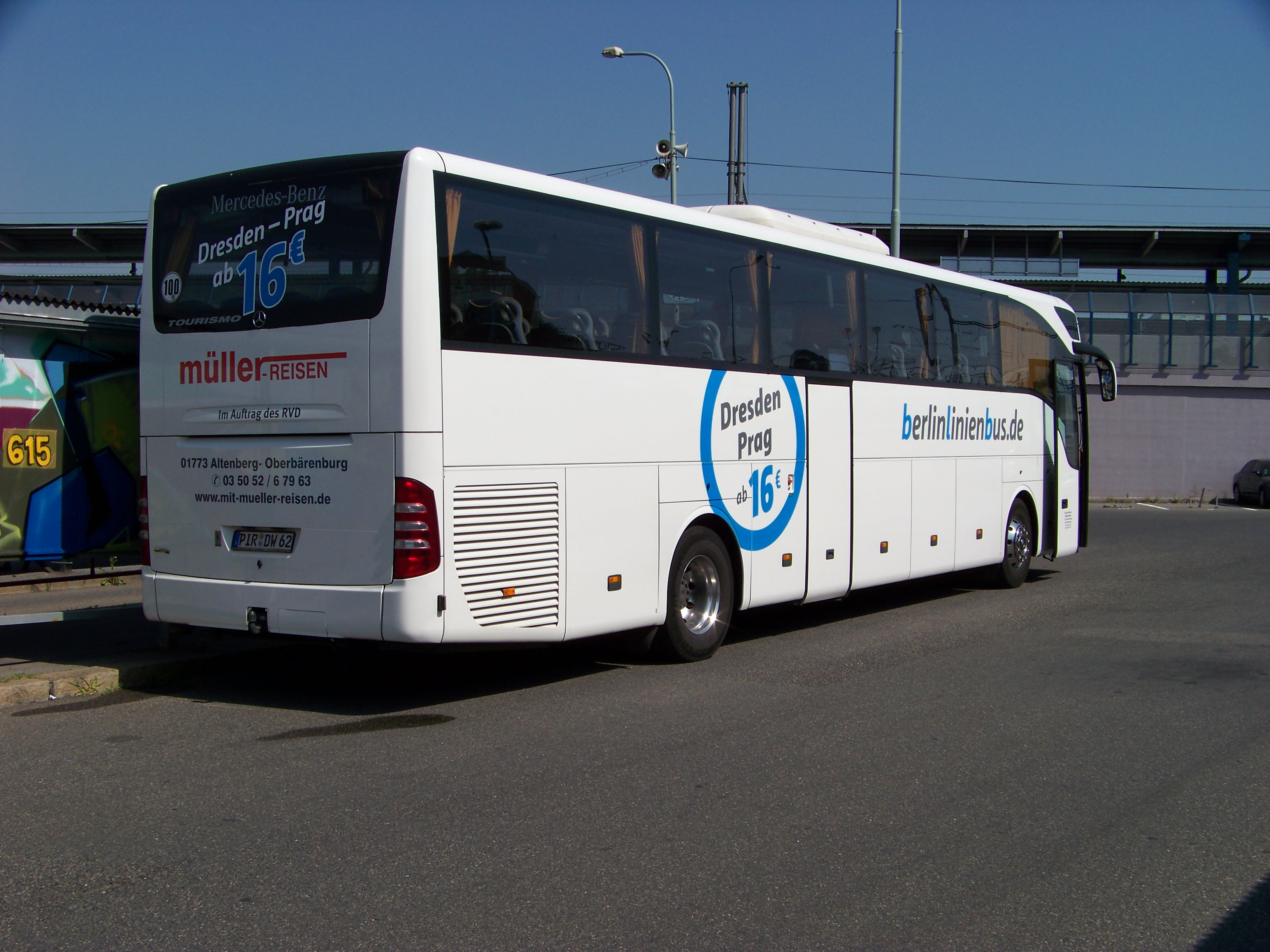
Mercedes-Benz Tourismo M (2006-наш час)

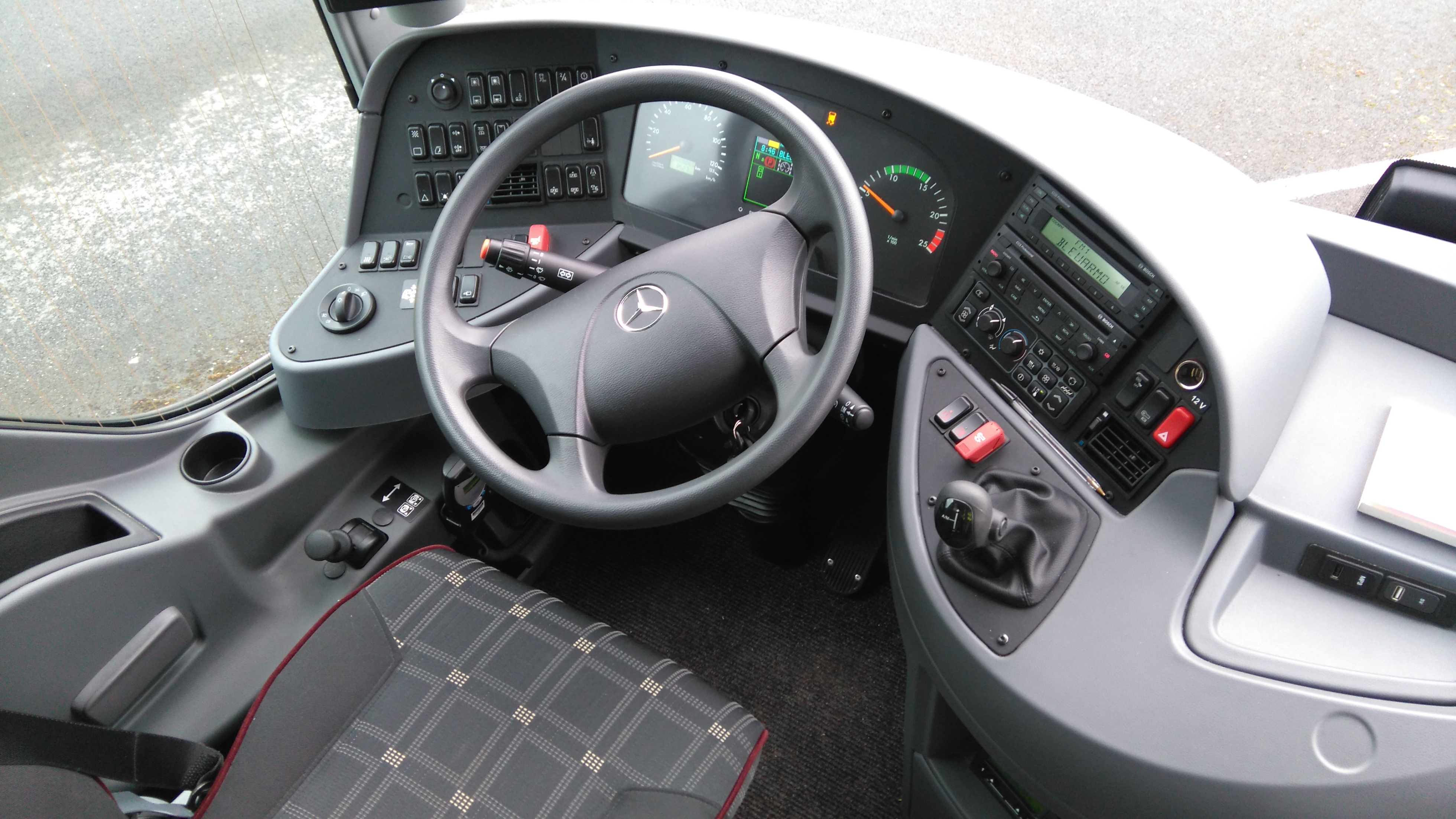
Mercedes-Benz Tourismo L (2007-наш час)

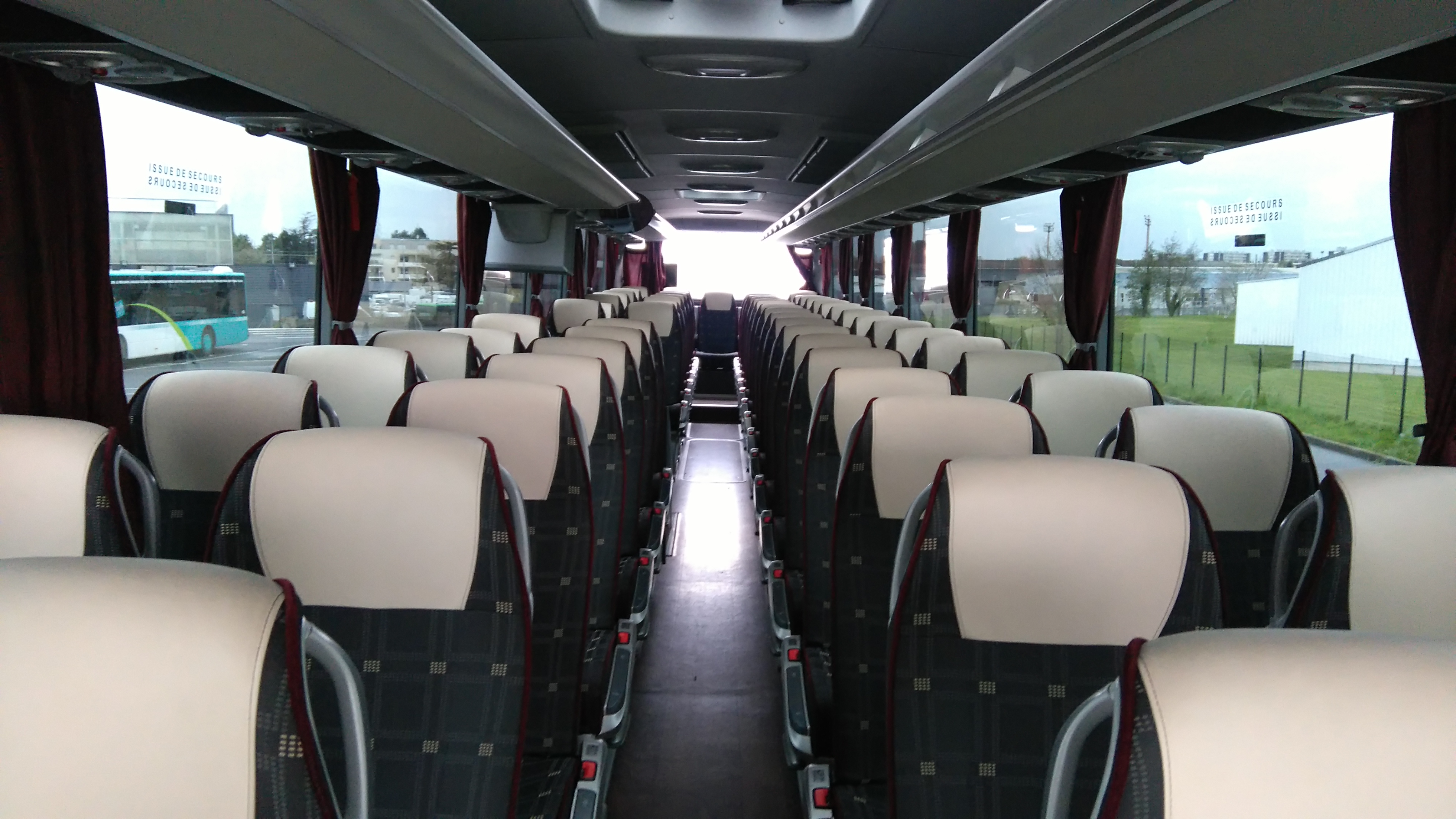
Mercedes-Benz Tourismo L (2007-наш час)

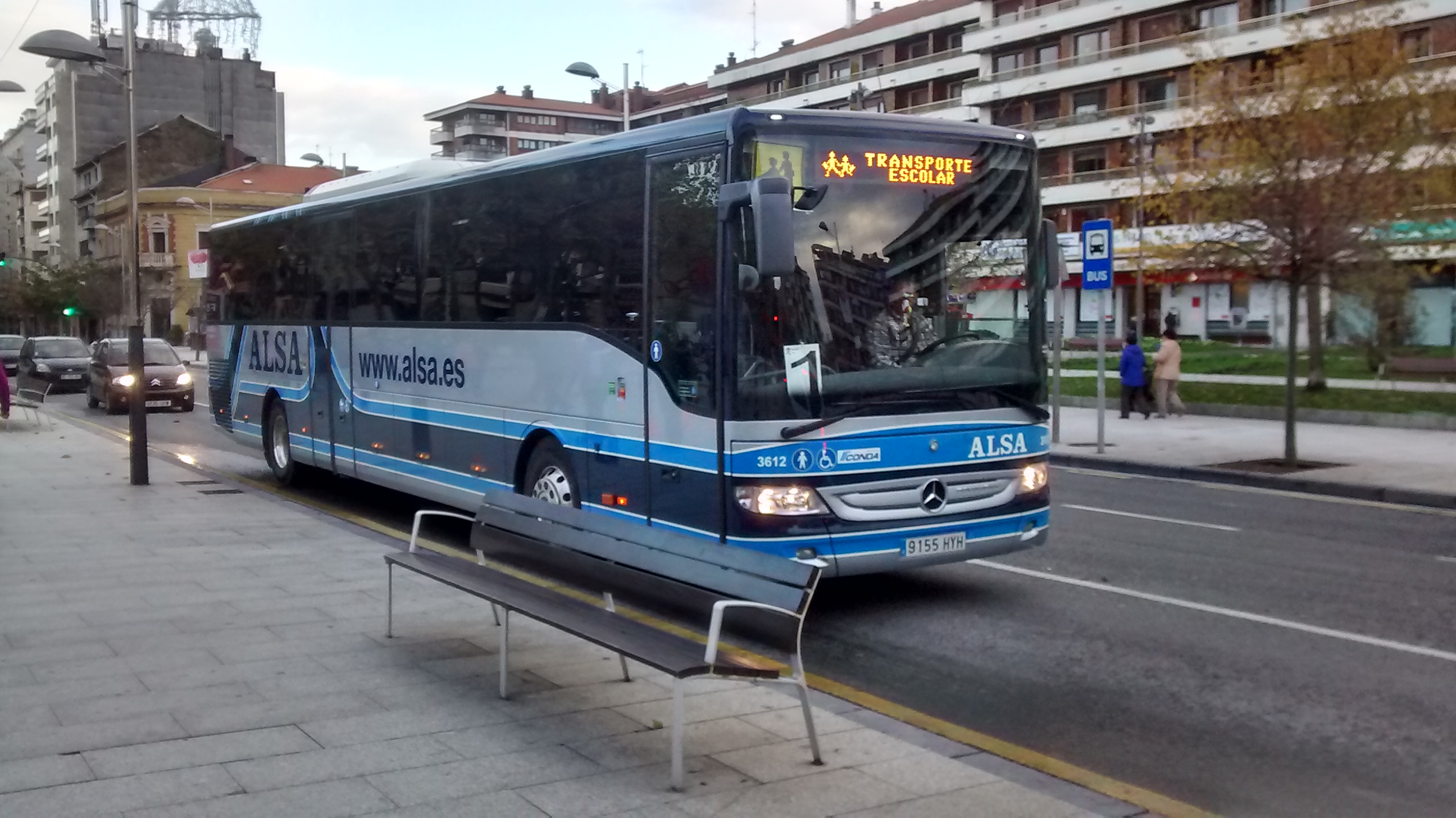
Mercedes-Benz RH Tourismo (2009-наш час)

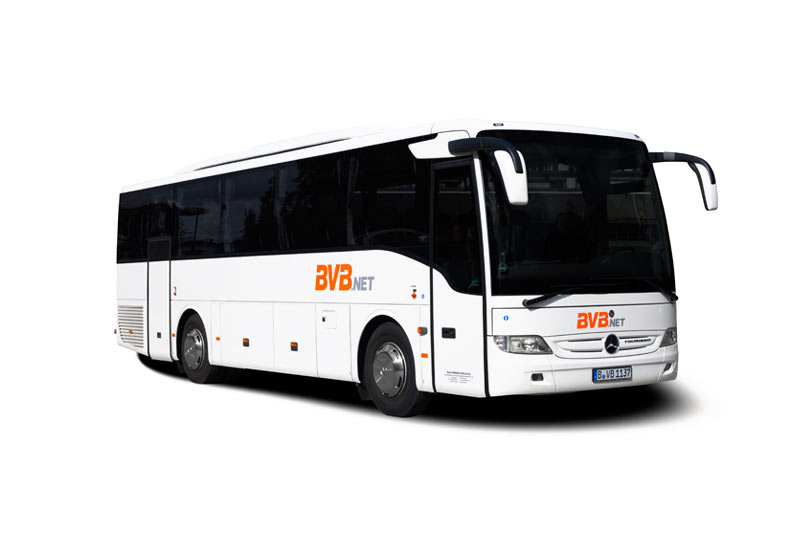
Mercedes-Benz Tourismo K (2013-наш час)

На автосалоні в Ганновері 2006 року дебютував Mercedes Tourismo другого покоління (тип 632). Цей автобус має більш «квадратну» форму кузова. Довжина автобуса варіюється від 12 до 14 метрів залежно від його модів: «L» має 14 метрів, більш стандартні O 350 мають по 12. Ширина автобуса становить 2.55 метра і висота 3.620 метра без урахування клімат-контрольної установки, що прикріплена на даху автобуса ближче до задньої панелі. Передок автобуса вигнутий, проте менше аніж у Travego, і вітрове скло порівняно менше. По боках розміщено по 2 фари, що мають лінзове покриття, бампер зварний і нечіткоокреслений, у нього влаштовані протитуманні фари. Передок вкритий склопластиком з антикорозійним покриттям. Обшивка боковин і задка первинно суцільнотягнений сталевий лист, вторинне покриття металопластикове. У автобуса є два багажні відсіки, що з'єднані між собою, вони відкриваються вручну або механічно. Об'єм багажних відсіків становить 9.6—11.8 м³, зсередини вони оббиті ворсом для захисту валіз під час перевезення пасажирів. Колеса автобуса здебільшого дискові (хоча задні можуть бути з втягненою металічною основою), розміру гуми 295/80 R22.5. Задок автобуса з металопластику, на ньому є додаткові габаритні вогні, невелике заднє скло, на якому клеяться обмеження швидкості руху і умовні позначення комфорту автобуса. Серед переваг комфорту автобуса є LCD, туалет, чайник і кавоварка. До стандартно спорядженого автобуса додається ABS i ASR також можливе встановлення ACC (тобто пристрою-обмежувача швидкості руху). Автобус має розвинуті висувні відсіки у кузові, які можуть застосовуватися у різних цілях. Дверей 2, вони оббиті синтетичними матеріалами з середини, покриті металопластиком ззовні, відкриваються приводами паралельно кузову. Двері травмобезпечні і мають систему проти защемлення дверей; до салону з передніх дверей ведуть 3, з середніх 4 сходинки; заскленими є лише передні двері. Східці оббиті ворсовим килимом, травмобезпечні. Настил підлоги з лінолеуму або ворсового килима, тонко обрізаного під виступ підлоги салону. Сидіння м'які, роздільного типу, зроблені з різних синтетичних матеріалів, відсуваються одне від одного на 12 сантиметрів. У цього автобуса наявні ремені безпеки, проте вони не використовуються. На спинках крісел є відкидні міністолики «vogel-sitze», з діркою для пляшки, є також «педаль» для ніг. «Підвіконня» обшиті жорсткою ворсовою тканиною. Бокові вікна загартовані, затоновані голубим кольором, краще захищені від сонця. Також наявні штори, що закріпляються кнопками одна з одною, максимально прилягаючи до вікна. До сидінь прикручені підлокітники на два режими постави. Усього місць 44—53 штуки; наявні 11—13 рядів з 5 кріслами з самого заду автобуса. Обдув у салоні штучний (індивідуальний, настроюється пасажирами), що виникає під час руху, звичайне кондиціювання і примусове через люки. Опалення через панелі потужністю 38 кіловат. Автобус керується системою керування ZF 8098 «Servocom» з гідропідсилювачем. Крісло водія відповідає міжнародним ергономічним стандартам, регулюється у глибину і висоту. Панель приборів з пластмаси, показникові прилади з підсвіткою, відкидні. Клавіші встановлюються на правому боці панелі, легко читаються та мають підсвітку. Коробка передач 6-ступінчаста, моделі «Mercedes Benz GO 190». Крісло другого водія відкидне. У салоні підсвітка білого кольору. Також є порожнина для відпочинку водія навпроти середніх дверей за завіскою і туалетна кабінка справа від середніх дверей.
В 2009 році представлено Mercedes O 350 RH з низьким кузовом висотою 3,365 метра, що прийшов на заміну Mercedes-Benz Integro.
В 2013 році представлено Mercedes Tourismo K (нім. Kurz - короткий) з низьким і коротким кузовом, що прийшов на заміну Mercedes-Benz Tourino.
Випускається у наступних модифікаціях:
- Mercedes O 350 11RH Tourismo K (Tourismo K) — 10,32-метровий двохосний низький автобус.
- Mercedes O 350 15RH Tourismo — 12,98-метровий двохосний низький автобус (виробляється з 2009).
- Mercedes O 350 16RH Tourismo M (Tourismo M) — 12,98-метровий двохосний низький автобус, підвищеної місткості у 48—53 пасажири (виробляється з 2009).
- Mercedes O 350 15RHD Tourismo — 12,14-метровий двохосний лайнер, базова модифікація.
- Mercedes O 350 16RHD Tourismo M/2 (Tourismo M/2) — 12,96-метровий двохосний лайнер, підвищеної місткості у 48—53 пасажири.
- Mercedes O 350 16RHD Tourismo M/3 (Tourismo M/3) — 12,96-метровий трьохосний лайнер, підвищеної місткості у 48—53 пасажири.
- Mercedes O 350 17RHD Tourismo L — 13,99-метровий лайнер (виробляється з 2007 року), ідентичний за іншими показниками до M, M2.

## Третє покоління (тип 410)

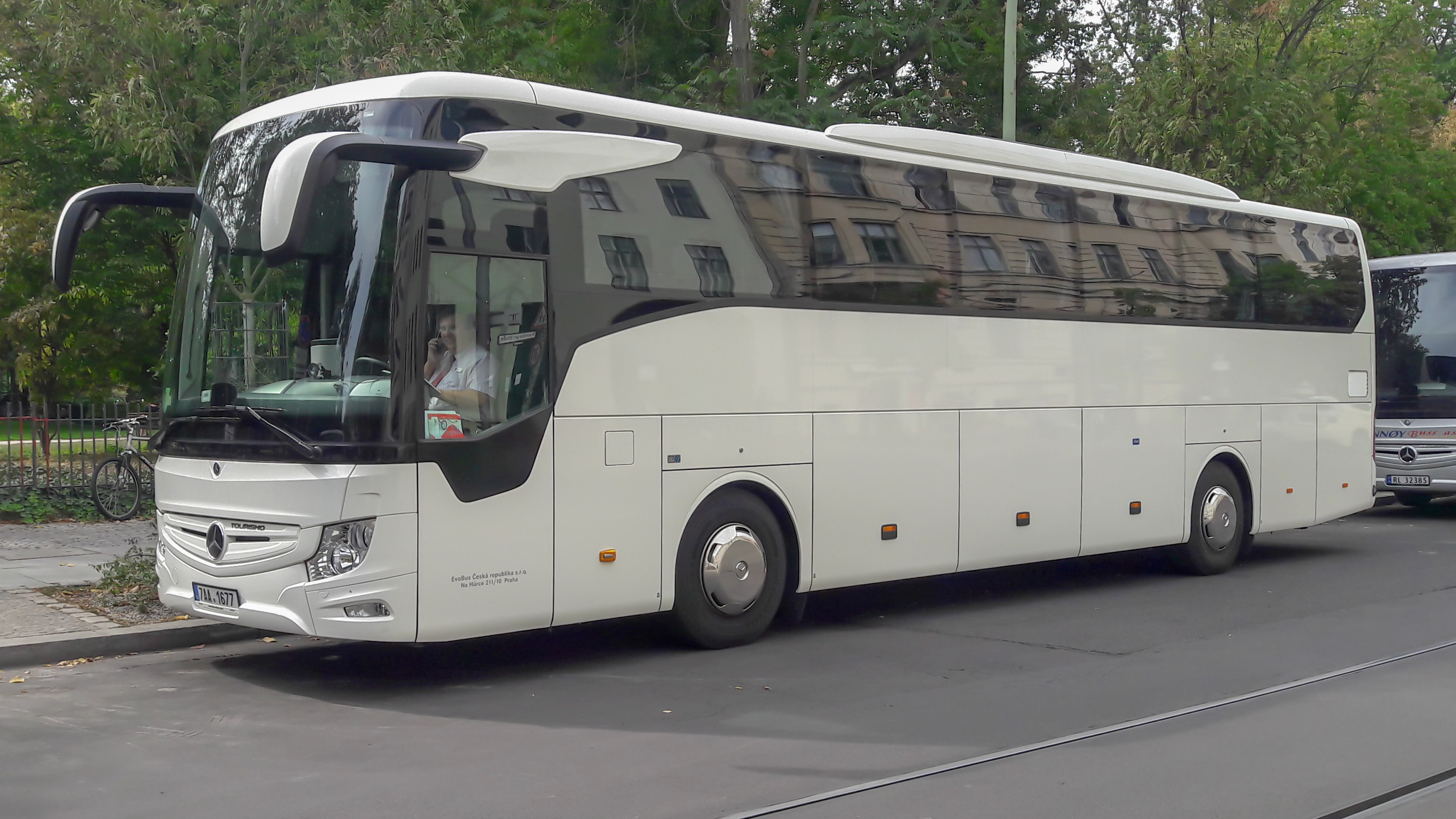
Mercedes-Benz Tourismo ІІІ

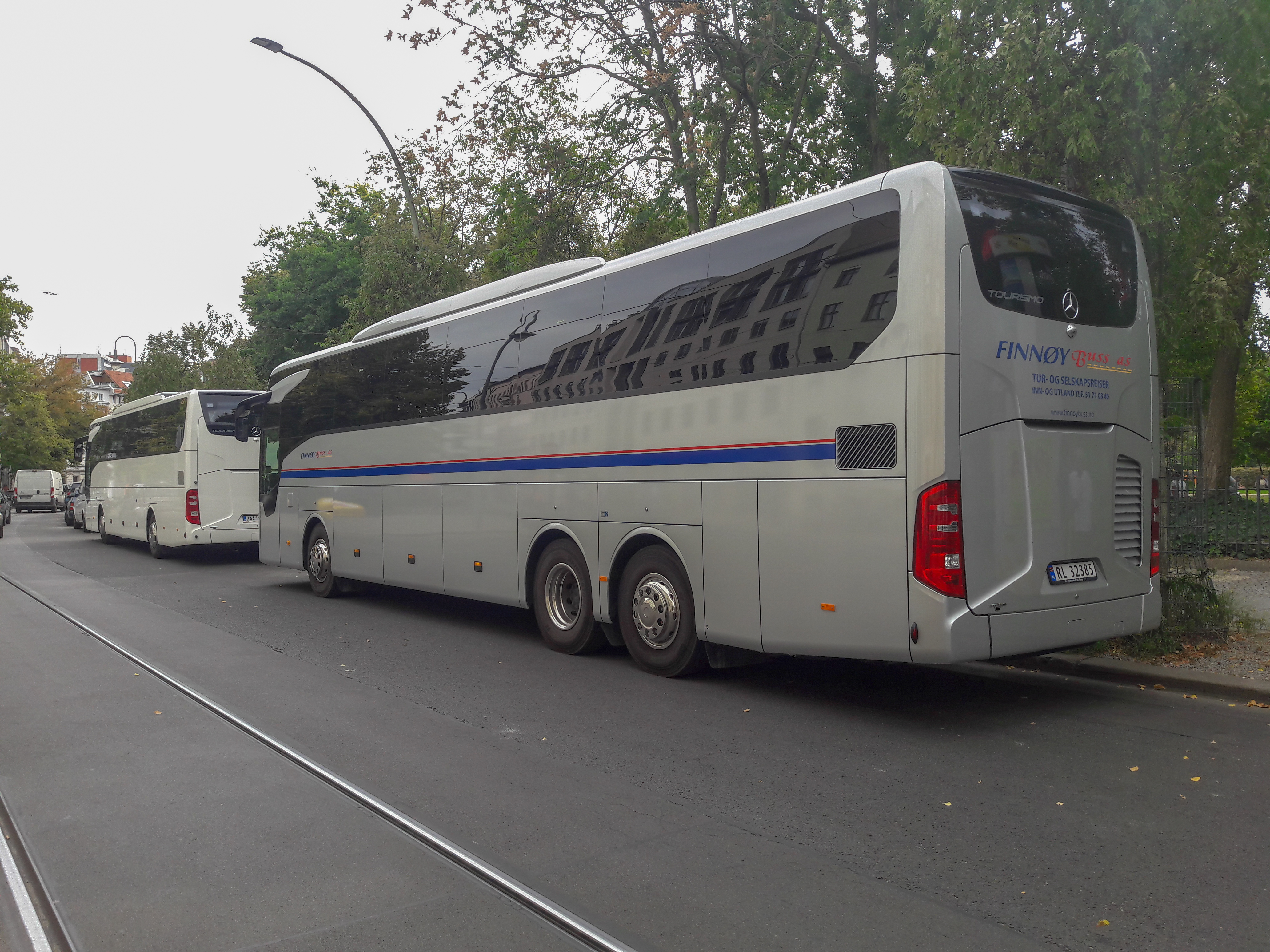

20 червня 2017 року дебютував Mercedes Tourismo RHD третього покоління. У новій конструкції було зроблено багато технічних та стилістичних змін. Автобус отримав повністю новий дизайн кузова.
Автобус комплектується системою аварійного гальмування Emergency Brake Assist, системою екстреної зупинки в міському трафіку Stop Assist for stop-and-go traffic, системою Attention Assist, що не дає водієві заснути за кермом.
Також автобус має зсувний підрамник Front Collision Guard (FCG), який разом з кріслами водія і напарника/гіда від'їжджає назад при лобовому ударі.
Виробництво Mercedes-Benz Tourismo 3 заплановано на кінець 2017 року.
Модифікації:
- Mercedes-Benz Tourismo 15RHD-III
- Mercedes-Benz Tourismo L 17RHD-III
- Mercedes-Benz Tourismo M/2 16RHD-III
- Mercedes-Benz Tourismo M/3 16RHD-III

## Технічні характеристики модифікацій

### O 403, O 350 (різні версії)
| Модифікація                                             | Mercedes Tourismo O350, O 403                        |
| Призначення                                             | туристичний автобус                                  |
| Комфорт                                                 | 3—4 зірки, VIP                                       |
| Довжина, мм                                             | 12140                                                |
| Ширина, мм                                              | 2550                                                 |
| Висота, мм                                              | 3610                                                 |
| Колісна база, мм                                        | 6080                                                 |
| Осі, штук                                               | 2                                                    |
| Діаметр повороту, м                                     | 20980                                                |
| Передній звис, мм                                       | 2760                                                 |
| Задній звис, мм                                         | 3300                                                 |
| Кут переднього звису, °                                 | 6.9                                                  |
| Кут заднього звису, °                                   | 7.5                                                  |
| Споряджена маса, кг                                     | 13400                                                |
| Повна маса, кг                                          | 18000                                                |
| Дверей                                                  | 2 штуки                                              |
| Висота передніх дверей, шт                              | 2300                                                 |
| Висота задніх дверей, шт                                | 1840                                                 |
| Висота у салоні, см                                     | 185—220                                              |
| Навантаження на 1 передній міст, кг                     | 7500                                                 |
| Навантаження на задній міст, кг                         | 11500                                                |
| Кліренс, мм                                             | 325…350 (залежно від місця)                          |
| Підвіска                                                | незалежна пневматична ZF                             |
| Задній міст                                             | Mercedes-Benz HO6                                    |
| Місткість, чол                                          | 44—53 (залежно від ступеню комфорту)                 |
| Зручності автобуса                                      | ABS, ASR, ACC (додаткова), туалет, чайник, кавоварка |
| Кермо                                                   | ZF 8098 Servocom                                     |
| Коробка передач                                         | 6-ступінчата GO 190                                  |
| Максимальний обертальний момент, Нм                     | 2100                                                 |
| Двигун                                                  | Mercedes-Benz OM 457 hLA                             |
| Стандарт викидів                                        | Euro-4                                               |
| Потужність двигуна, кіловат                             | 300—315                                              |
| Робочий об'єм, м³                                       | 11.967                                               |
| Місткість паливного бака, літри                         | 490                                                  |
| Місткість з розширенням баку на 61 літр з AdBlue, літри | 551                                                  |
| Максимальна швидкість руху, км/год                      | 120—130                                              |

### M;M2;L
| Модифікація                                             | Mercedes Tourismo M, M2, L                           |
| Призначення                                             | туристичний автобус                                  |
| Комфорт                                                 | 3—4 зірки, VIP                                       |
| Довжина, мм                                             | 12960 (M,M2) 13990 (L)                               |
| Ширина, мм                                              | 2550                                                 |
| Висота, мм                                              | 3620                                                 |
| Колісна база, мм                                        | 6900                                                 |
| Осі, штук                                               | 2                                                    |
| Діаметр повороту, м                                     | 23070                                                |
| Передній звис, мм                                       | 2760                                                 |
| Задній звис, мм                                         | 3300                                                 |
| Кут переднього звису, °                                 | 6.9                                                  |
| Кут заднього звису, °                                   | 7.5                                                  |
| Споряджена маса, кг                                     | 13500                                                |
| Повна маса, кг                                          | 18000                                                |
| Дверей                                                  | 2 штуки                                              |
| Висота передніх дверей, шт                              | 2300                                                 |
| Висота задніх дверей, шт                                | 1840                                                 |
| Висота у салоні, см                                     | 185—220                                              |
| Навантаження на 1 передній міст, кг                     | 7500                                                 |
| Навантаження на задній міст, кг                         | 11500                                                |
| Кліренс, мм                                             | 325…350 (залежно від місця)                          |
| Підвіска                                                | незалежна пневматична ZF                             |
| Задній міст                                             | Mercedes-Benz HO6                                    |
| Місткість, чол                                          | 44—53 (залежно від ступеню комфорту)                 |
| Зручності автобуса                                      | ABS, ASR, ACC (додаткова), туалет, чайник, кавоварка |
| Кермо                                                   | ZF 8098 Servocom                                     |
| Коробка передач                                         | 6-ступінчата GO 190                                  |
| Максимальний обертальний момент, Нм                     | 2100                                                 |
| Двигун                                                  | Mercedes-Benz OM 457 hLA                             |
| Стандарт викидів                                        | Euro-4                                               |
| Потужність двигуна, кіловат                             | 300—315                                              |
| Робочий об'єм, м³                                       | 11.967                                               |
| Місткість паливного бака, літри                         | 370                                                  |
| Місткість з розширенням баку на 61 літр з AdBlue, літри | 431                                                  |
| Максимальна швидкість руху, км/год                      | 120—130                                              |

## Цікаві факти про модель
- Mercedes виробляє колекційні міні-моделі автобуса Mercedes Benz Tourismo моделі O 303 RHD. Ця модель точно відтворює справжню, зменшена у 56 разів, приблизно у 1.7 рази менша аніж колекційна Mercedes Travego. Продається у колекційних магазинах.
- Mercedes Benz з 2007 року рестайлінгує ці моделі (новими моделями стали M2 i 14-метровий L).
- Цей автобус один з найчастіше вживаних з ряду Mercedes Benz.